# Thừa Đức (huyện)
Thừa Đức (chữ Hán giản thể: 承德县) là một huyện thuộc địa cấp thị Thừa Đức, tỉnh Hà Bắc, Cộng hòa Nhân dân Trung Hoa. Huyện này có diện tích 3990 ki-lô-mét vuông, dân số 470.000 người. Mã số bưu chính là 067400. Huyện lỵ đóng tại trấn Hạ Bản Thành. Về mặt hành chính, huyện được chia thành 8 trấn, 15 hương và 2 hương dân tộc. Tổng cộng có 421 thôn hành chính.
- Trấn: Hạ Bản Thành, Cao Tự Đài, Giáp Sơn, Lục Câu, Tam Câu, Thượng Bản Thành, Song Phong Tự, Đầu Câu.
- Hương: Yên Tương, Bát Gia, Thương Tử, Xã Câu, Đặng Thượng, Đông Tiểu Bạch Kỳ, Lưu Trượng Tử, Mãn Trượng Tử, Mạnh Gia Viện, Tam Gia, Thạch Hôi Diêu, Ngũ Đạo Hà, Tân Trượng Tử, Đại Doanh, Thượng Cốc.
- Hương dân tộc Mãn Cương Tử, hương dân tộc Mãn Lưỡng Gia.